# 福岡市立今津特別支援学校

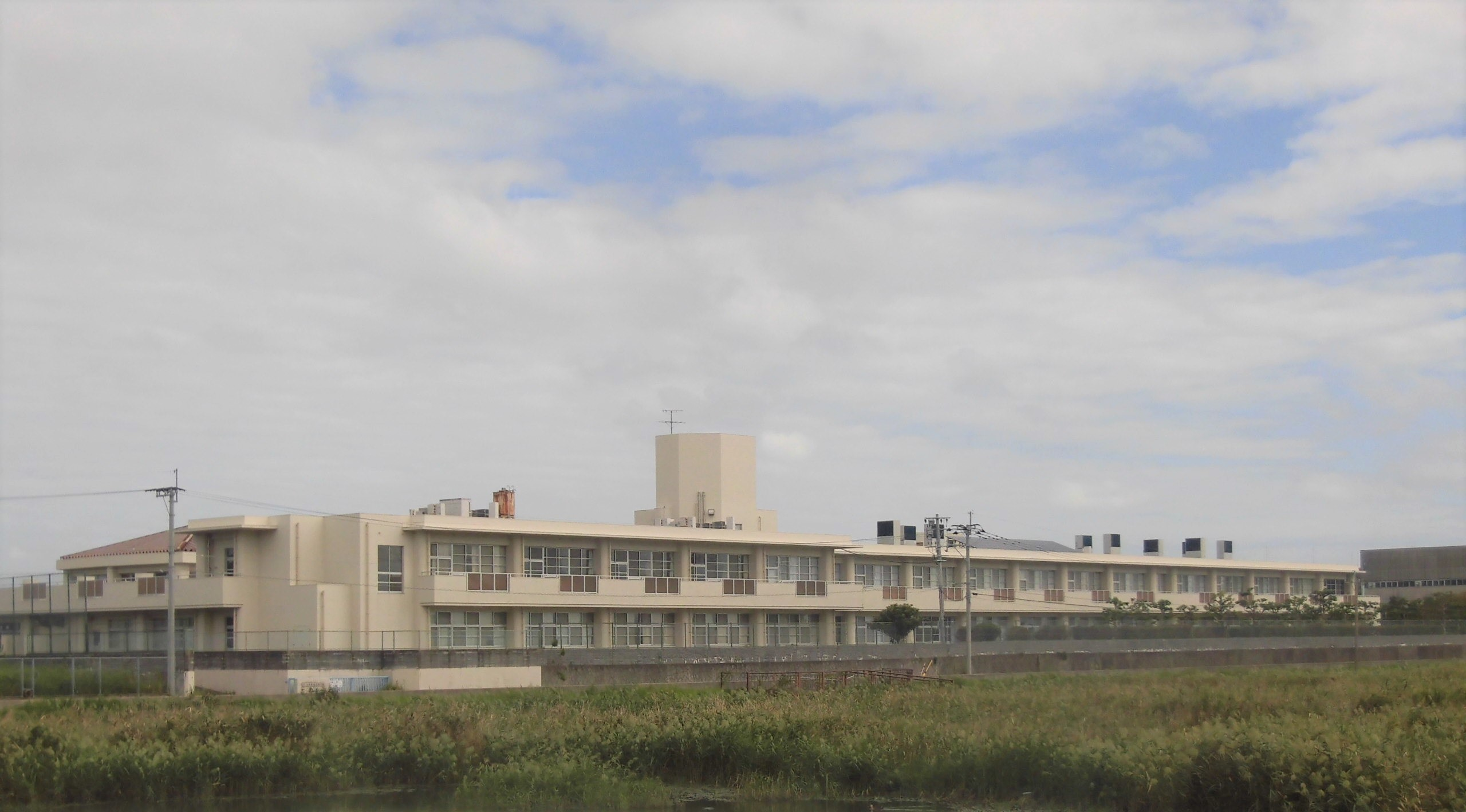
福岡市立今津特別支援学校

福岡市立今津特別支援学校（ふくおかしりつ いまづとくべつしえんがっこう）は、福岡県福岡市西区今津5413番地にある、肢体不自由児のための公立特別支援学校。

## 学部
- 小学部
- 中学部
- 高等部

## 沿革
- 1989年 - 開校[1]
- 2004年 - スクールバス増車
- 2007年 - 特別支援教育の実施により、福岡市立今津特別支援学校と改称

## アクセス
- 市営地下鉄・筑肥線使用　
  - 九大学研都市駅または今宿駅下車、昭和バス西の浦行きに乗車し、今津バス停で下車。徒歩約10分[2]